# Оттон I (пфальцграф Бургундії)
Оттон I (нім. Otto I.; 1170 — 14 січня 1201) — пфальцграф Бургундії в 1189—1201 роках, граф Люксембургу в 1196—1197 роках.

## Життєпис
Походив з династії Гогенштауфенів. Четвертий син Фрідріха I (імператора Священної Римської імперії) та його другої дружини Беатриси I (пфальцграфині Бургундії). Народився у червні або липні 1170 року.
1184 року після смерті матері батько передав Оттонові пфальцграфство Бургундське. Невдовзі мусив захищати своє володіння від претендентів на пфальцграфство родичів по материнській лінії — Стефана III (графа Осону), та Вільгельма IV (графа Макону). На допомогу останньому прийшов родич Томас I (граф Савойї). Втім за підтримки батька Оттон швидко владнав суперечності.
1189 року Оттон I отримав від батька, що рушив у Третій хрестовий похід, статус фрайграфа (вільного графа), чим була зменшена залежність Бургундії від Священної Римської імперії. Також отримав володіння Ленцбург та посаду ректора (намісника) Бургундського королівства.
1190 року одружився з представницею Блуаського дому. 1192 року впровадив посаду бальї Бургундії, що допомагав пфальцграфу в судових справах. Згодом вступив у суперечку з Амедеєм II (графом Монбельяру), через зведений пфальцграфом замок Клерваль на кордоні їхніх володінь. У 1195 році Оттон I під час перемовин вбив Амедея II. Також вдалося відбити напади інших супротивників.
Невдовзі пфальцграф вступив у конфлікт з Бертольдом V (герцогом Церінгену), щодо володінь біля озера Тунерзе та земель на південь від Берна, а також виконання обов'язків ректора Бургундського королівства, які за відсутності Оттона I фактично узурпував Бертольд V.
1196 року старший брат Генріх VI передав Оттону I графство Люксембург. Втім він більше уваги приділяв боротьбі із сусідами фрайграфства Бургундського. Через прикордонні суперечки почав війну проти Конрада фон Гюнебурга, єпископа Страсбургу. 1197 року, не маючи змоги діяти поза Бургундією, Оттон I відмовився від Люксембургу на користь Ермезінди (доньки померлого Генріха IV (графа Люксембургу)) та її чоловіка Теобальда I (графа Бару).
У 1197 році під час захоплення замку Гюнебург вбив Ебергарда, брата єпископа Страсбургу. Втім Оттону I вдалося замиритися з єпископом. Але невдовзі він вбив Ульріха, графа Ферретту, прихильника страсбурзького єпископа Конрада фон Гюнебурга. Тому останній перейшов на бік Оттона Вельфа, претендента на корону Німеччини. Внаслідок цього в Ельзасі знову почалася війна.
1198 року в конфлікти Оттона I втрутився його брат король Філіпп I. Вдалося приборкати Стефана III (графа Осону), і Річарда III, графа Монбельяра, яких підтримав Ед III, герцог Бургундії. Війна тривала до 1200 року, коли Оттону I спільно з братом вдалося здолати своїх ворогів. Втім наступного року пфальцграф помер в резельтаті невиліковної хвороби, яка тривала майже рік. Похований в Безансоні. Трон успадкувала його старша донька Іоанна.

## Сім'я

### Дружина
- Маргарита (графиня Блуа) (1170 — липень 1230) — графиня Блуа та Шатодену. Дочка Теобальда V (графа Блуа) та його другої дружини Аліси Французької. Вдова Гуго III (сеньйора Уазі). Вийшла заміж за Оттона в 1190 році. Після смерті Оттона стала регентом Бургундії під час правління малолітньої Іоанни I. Втретє вийшла заміж за Готьє II (сеньйора Авену). В 1218 році, після смерті племінника, стала графинею Блуа та Шатодену. Померла в липні 1230, усі її володіння успадкувала дочка від трєтього шлюбу, Марія.

### Діти
1. Іоанна (1191 — 1205) — пфальцграфиня Бургундії.
2. Беатриса (1193 — 7 травня 1231) — пфальцграфиня Бургундії. Дружина Оттона I (герцога Меранії).